# Buffalo-Nationalpark

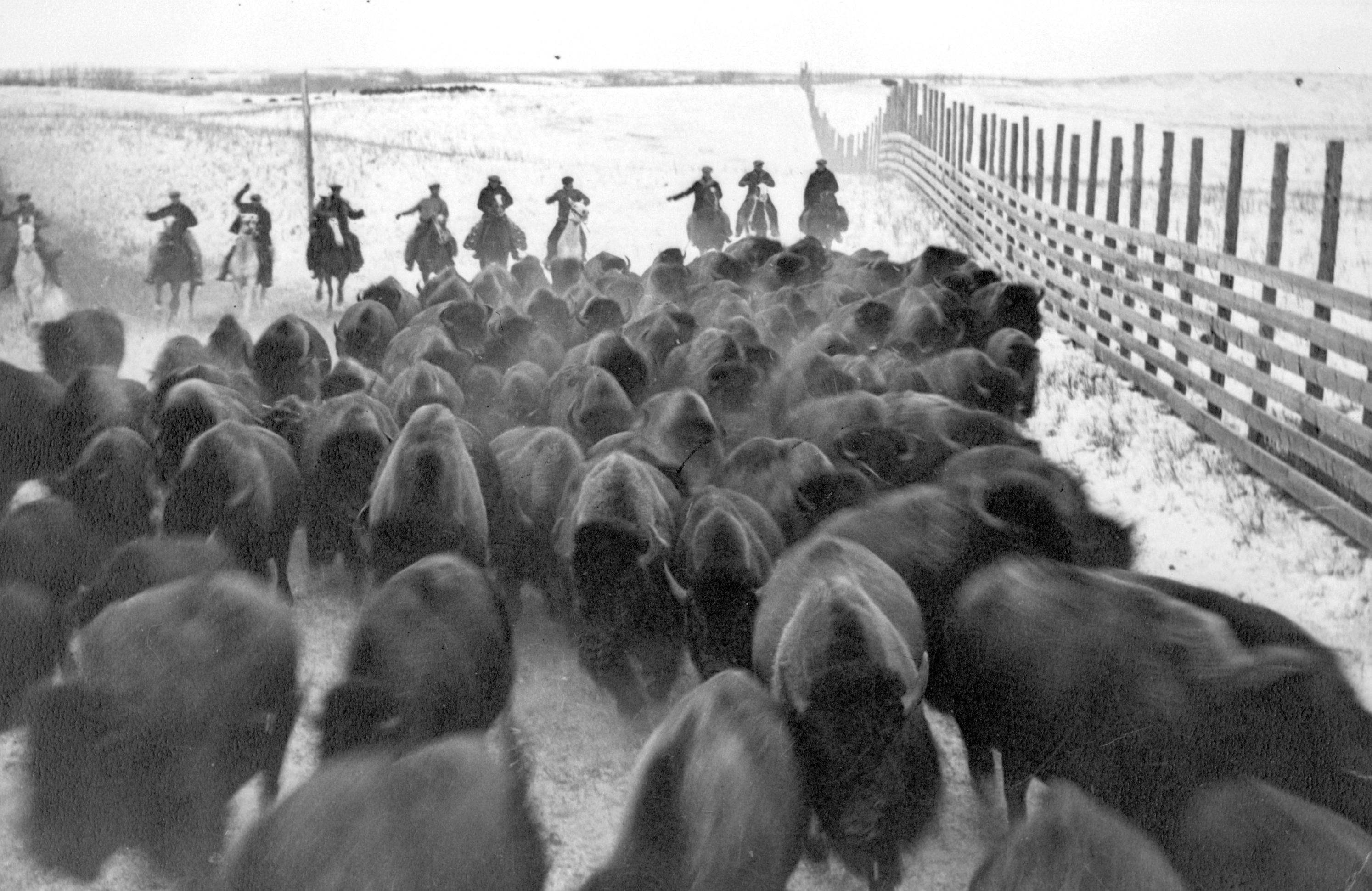
Zusammentreiben von Bisons im Nationalpark, 1925

Der Buffalo-Nationalpark ist ein ehemaliger Nationalpark in der kanadischen Provinz Alberta.
Zu Beginn des 20. Jahrhunderts plante die kanadische Regierung die Errichtung eines Bison-Parks. 1907 errichtete die Regierung den 414 Quadratkilometer großen Buffalo Park bei Wainwright. Im Februar 1907 kaufte die Regierung die größte noch bestehende Herde von Prärie-Bisons mit über 700 Tieren aus Montana. Da der Zaun um den Buffalo-Nationalpark noch nicht fertiggestellt war, wurden über 300 der  Tiere in einem Gehege bei Lamont in Alberta gebracht. Von dort wurden die Tiere 1909 in den neuen Park gebracht, über 20 Tiere blieben jedoch in Lamont und bildeten den Grundstock für die Bisonherde im Elk-Island-Nationalpark. Aus Montana wurden die übrigen Tiere bis 1912 direkt in den Buffalo-Nationalpark gebracht. 

Ab 1916 begannen im Park Versuche, Bisons mit Rindern oder Yaks zu kreuzen, um Beefalos zu züchten. 

1913 ergab eine Zählung im Buffalo-Nationalpark einen Bestand von 1188 Bisons, 1923 war der Bestand auf 6580 Tiere angewachsen. Wegen dieser starken Vermehrung mussten ab 1922 Tiere ausgesondert werden. Diese Round-Up genannten Aussonderungen fanden bis 1939 jährlich statt. In den ersten Jahren wurden die Tiere geschlachtet, was von der Öffentlichkeit stark kritisiert wurde. Deshalb wurden von 1925 bis 1928 die überzähligen Tiere in den 1922 gegründeten Wood-Buffalo-Nationalpark gebracht, ansonsten wurden sie an Tierparks und Zoos verkauft. Dennoch verminderten Überweidung, Rinderbrucellose  und andere Krankheiten die Herde, so dass der Park 1939 geschlossen wurde. Sämtliche Bisons wurden geschlachtet oder an Tierparks und Zoos in Amerika, Europa  und Asien verkauft. Das Gelände wurde 1940 dem Department of National Defense übergeben, die dort ein noch heute bestehendes Übungsgelände der Armee errichtete. 

Am Hauptzugang zum Militärgebiet erinnert seit 1980 das Bud Cotton Buffalo Padock, ein nach dem ehemaligen  Parkaufseher Edwin John „Bud“ Cotton benanntes Gehege mit etwa 20 Prärie-Bisons an den ehemaligen Nationalpark. Der Bison ist das Symbol der Stadt Wainwright und ist mit zahlreichen Bildern und Skulpturen im Stadtgebiet präsent. Seit 2001 sammelt die Buffalo Park Foundation, eine Bürgerinitiative, Fotos, Erinnerungsstücke und andere Andenken an den ehemaligen Nationalpark. Ziel der Initiative ist die Einrichtung eines Buffalo Interpretative Center in Wainwright.